# دائرة بشلول
دائرة بشلول هي إحدى دوائر ولاية البويرة الجزائرية ومقرها بشلول، وتضم البلديات التالية:
- بشلول
- العجيبة
- أهل القصر
- أولاد راشد
- الأصنام

## الوديان
- وادي الساحل

## مواضيع ذات صلة
- دوائر ولاية البويرة
- بلديات ولاية البويرة